# San José del Monte
San José del Monte es una ciudad en la provincia de Bulacán en Filipinas.

## Geografía
La ciudad tiene un área de 105,53 kilómetros cuadrado. La ciudad está situada 40 kilómetros al nordeste de Manila. 
Según el censo de 2020, su población es de 651.853 habitantes en 156.871 hogares. San José del Monte es el más grande de las cuatro ciudades en Bulacan (área y población).

## Barangayes
San José del Monte tiene 59 barangayes:
Distrito I
| - Dulong Bayan - Gaya-Gaya - Kaypian - Kaybanban - Muzón - Población - Santo Cristo - Tungkong Mangga - Ciudad Real - Francisco Homes-Guijo - Francisco Homes-Mulawin - Francisco Homes-Narra - Francisco Homes-Yakal | - Graceville - Gumaoc Central - Gumaoc Este - Gumaoc Oeste - Maharlika - Paradise III - Población I - San Isidro - San Manuel - San Roque |

Distrito II
| - Bagong Buhay - Minuyan - Sapang Palay Propio - Citrus - San Martín - Santa Cruz - Fatima - San Pedro - San Rafael - Santo Niño - Assumption - Bagong Buhay II - Bagong Buhay III - Fátima II - Fátima III - Fátima IV - Fátima V - Lawang Pari | - Minuyan II - Minuyan III - Minuyan IV - Minuyan V - Minuyan Propio - San Martín II - San Martín III - San Martín IV - San Rafael I - San Rafael III - San Rafael IV - San Rafael V - Santa Cruz II - Santa Cruz III - Santa Cruz IV - Santa Cruz V - Santo Niño II - San Martín de Porres |

- Datos: Q2193
- Multimedia: San Jose del Monte / Q2193